# Cantonul Saint-André-2
Cantonul Saint-André-2 este un canton din arondismentul Saint-Benoît, Réunion, Franța.